# 거진읍
거진읍(巨津邑)은 대한민국 강원특별자치도 고성군의 읍이다.

## 역사
- 조선시대 강원도 간성군 오현면(梧峴面), 대대면(大垈面)
- 1895년 음력 윤5월 1일 강릉부 간성군[1]
- 1896년 8월 4일 강원도 간성군[2]
- 1914년 4월 1일 오현면(梧峴面), 대대면(大垈面)를 합하여 강원도 간성군 오대면(梧垈面)으로 개편하였다.[3] (15리)
- 1919년 강원도 고성군 오대면
- 1935년 오대면을 거진면으로 개칭하였다.
- 1945년 8월 15일 소군정의 관할에 두었다.
- 한국 전쟁 이후 대한민국의 관할로 바뀌었다.
- 1954년 11월 17일 강원도 고성군 거진면[4]
- 1973년 7월 1일 거진면을 거진읍으로 승격하였다.[5]
- 1981년 7월 1일 봉평리를 자산리로, 초계리를 오정리로 분리하였다.[6] (17법정리)

## 행정 구역
| 법정리 | 한자명 | 행정리                                                                                              | 비고            |
| ------ | ------ | --------------------------------------------------------------------------------------------------- | --------------- |
| 송포리 | 松浦里 | 송포1리, 송포2리                                                                                    | 읍사무소 소재지 |
| 거진리 | 巨津里 | 거진1리, 거진2리, 거진3리, 거진4리, 거진5리, 거진6리, 거진7리, 거진8리, 거진9리, 거진10리, 거진11리 |                 |
| 냉천리 | 冷泉里 | -                                                                                                   | 거주 주민 없음  |
| 대대리 | 大垈里 | 대대1리, 대대2리                                                                                    |                 |
| 반암리 | 盤巖里 | 반암리                                                                                              |                 |
| 봉평리 | 蓬坪里 | 봉평리                                                                                              |                 |
| 산북리 | 山北里 | 산북리                                                                                              |                 |
| 석문리 | 石門里 | 석문리                                                                                              |                 |
| 송강리 | 松江里 | 송강리                                                                                              |                 |
| 송정리 | 松亭里 | 송정리                                                                                              |                 |
| 송죽리 | 松竹里 | 송죽리                                                                                              |                 |
| 오정리 | 梧亭里 | 오정리                                                                                              |                 |
| 용하리 | 龍下里 | 용하리                                                                                              |                 |
| 원당리 | 源塘里 | 원당리                                                                                              |                 |
| 자산리 | 慈山里 | 자산리                                                                                              |                 |
| 초계리 | 草溪里 | 초계리                                                                                              |                 |
| 화포리 | 花浦里 | 화포리                                                                                              |                 |

## 교육
- 거성초등학교 (거진리)
- 거진초등학교 (자산리)
  - 송정분교 (폐교) - 송용길 12 (송정리)
- 거진중학교 (봉평리)
- 거진고등학교 (거진리)